# آب‌انبار رکن‌آباد
آب‌انبار رکن‌آباد مربوط به اواخر دوره قاجار است و در شهرستان بردسکن، بخش شهرآباد، دهستان جلگه، روستای رکن‌آباد واقع شده و این اثر در تاریخ ۳ خرداد ۱۳۸۶ با شمارهٔ ثبت ۱۹۱۱۷ به‌عنوان یکی از آثار ملی ایران به ثبت رسیده است.